# Frank Anderson
Frank Ross Anderson est un joueur d'échecs canadien né le 3 janvier 1928 à Edmonton et mort le 18 septembre 1980 à San Diego. Maître international en 1954, il a remporté deux fois le championnat du Canada d'échecs : en 1953, ex æquo avec Daniel Yanofsky, et en 1955. 
Lors des olympiades d'échecs, il remporta deux fois la médailles d'or individuelle au deuxième échiquier du Canada : en 1954 avec une marque de 14 points sur 17 et en 1958 avec 10,5 points sur 13 (le Canada disputait à chaque fois la finale B de la compétition).